# حال (حكمة)
الحال بالتشديد هو عند الحكماء منحصر في الصورة والعرض إن كان المحل غنيا عن الحال فيه مطلقا أي من جميع الوجه يسمى موضوعا والحال فيه يسمى عرضا وإن كان له أي للمحل حاجة إلى الحال بوجه يسمى هيولى والحال فيه يسمى صورة. فالموضوع والهيولى يشتركان اشتراك أخص تحت أعم وهو المحل، ويفترقان بأن الموضوع محل مستغن في قوامه عما يحل فيه والهيولى محل لا يستغني في قوامه عما يحل فيه، والعرض والصورة تشتركان اشتراك أخص تحت أعم أيضا وهو الحال، ويفترقان بأن العرض حال يستغني عنه المحل ويقوم دونه، والصورة حال لا يستغني عنه المحل ولا يقوم دونه.